# Mustafa Kapı
Mustafa Kapı (* 8. August 2002 in Denizli) ist ein türkischer Fußballspieler. Der Offensivspieler war Jugendnationalspieler für sein Geburtsland.

## Karriere

### Verein
Kapı begann seine Vereinskarriere 2013 in der Nachwuchsabteilung von Denizlispor, dem bekanntesten Verein seiner Heimatstadt. Hier wurde er von den Talentscouts des Istanbuler Traditionsvereins Galatasaray Istanbul gesichtet und mit zwölf Jahren in die Jugend dieses Vereins geholt. Er wurde bereits sehr früh von den Cheftrainern der Profimannschaft beobachtet und auch, neben seinen Tätigkeiten bei den Jugendmannschaften, am Training der Profis beteiligt und gehörte bei manchen Partien dem erweiterten Kader an. So wurde er bei einem Freundschaftsspiel gegen Lewski Sofia mit 14 Jahren eingewechselt und war somit der bis dahin jüngste Spieler, der für Galatasaray bei einem Profispiel zum Einsatz gekommen war.
In der Saison 2018/19 wurde er vom Cheftrainer Fatih Terim mit anderen Nachwuchsspielern enger an den Profikader gebunden, da der Verein wegen Verstößen gegen die Financial-Fairplay-Richtlinien mit einem begrenzten Kader in die Saison starten musste. Da zudem im Saisonverlauf mehrere Stammspieler verletzungsbedingt ausfielen, wurden die Nachwuchsspieler öfter eingesetzt. So gab Kapı sein Süper-Lig-Debüt in der Heimpartie vom 23. Dezember 2018 gegen Sivasspor. Damit löste er Servet Gökçen als jüngsten Spieler der Vereinsgeschichte ab, der bis dahin in einer Erstligapartie eingesetzt wurde. Cheftrainer Fatih Terim wechselte ihn für Sofiane Feghouli in der 94. Spielminute ein. Auffallend war auch, dass mit Ozan Kabak ein anderer Spieler aus der eigenen Jugend den Ball ins Aus schoss, um Kapı noch die Einwechslung vor Spielabpfiff zu ermöglichen.
Im Februar 2020 wurde er aus dem Profikader von Galatasaray Istanbul gestrichen, nachdem er mögliche Angebote seitens des Vereins, bezüglich einer vorläufigen Vertragsverlängerung, ausschlug. Der Verein meldete kurz darauf, dass Kapı vorläufig suspendiert worden wäre.
Im Sommer 2020 lief Kapıs Vertrag bei dem türkischen Rekordmeister aus. Im September wurde er vom französischen Erstligisten OSC Lille unter Vertrag genommen.

### Nationalmannschaft
Kapı begann seine Länderspielkarriere im Januar 2015 mit einem Einsatz für die Türkische U-14-Nationalmannschaft. Mit der Türkischen U-16-Nationalmannschaft nahm er am Ägäis-Pokal teil und wurde Turnierzweiter.

## Erfolge
Mit Galatasaray Istanbul
- Türkischer Fußballmeister: 2018 (ohne Einsatz),  2019

Mit der türkischen U-16-Nationalmannschaft
- Zweiter im Ägäis-Pokal: 2015